# Церковь Рождества Иоанна Предтечи (Каменные Поляны)
Церковь Рождества Иоанна Предтечи — православный храм в урочище Каменные Поляны, Лужского района Ленинградской области, поблизости от деревни Мошковые Поляны. Церковь построена в XVI веке, во время правления Ивана IV Грозного.
Является памятником градостроительства и архитектуры.

## История и архитектура
Наиболее ранние сведения о Каменных Полянах и местной церкви содержатся в Писцовой книге Водской пятины за 1566 год, где деревня именуется селом Высокие Поляны и значится как архиепископское владение. До присоединения Новгорода к Москве Высокие Поляны принадлежали Новгородскому Софийскому дому, вновь став владычным имением с 1552 года. Исследователи относят строительство храма к 1552—1563 годам.
Позднее к церкви достаривали приделы: в 1646-м — в честь Иоанна Новгородского; в 1718-м — в честь Святого Духа и святого Климента Римского; в 1832-м — в честь святого Митрофана Воронежского.
Здание церкви представляет собой тип крестово-купольного четырёхстолпного храма на высоком подклетье и с тремя апсидами. Высокие арки центральной главы придаёт подкупольному пространству особую значимость в общей композиции храмового интерьера. Техника кладки стен отличается от московской и новгородских традиций. Стены клали из плит, установленных «на иконку» с грубо отколотыми краями. Похожий приём встречается в стенах Ивангородской крепости, возведённых на полвека ранее церкви в Каменных Полянах. По мнению историка О. А. Прудникова, это могло быть вызвано обстоятельством, что в Тёсовской волости ещё в XVII веке производились разработки строительного материала, использовавшегося в Новгороде для мощения полов. Доставка плит в Новгород могла осуществляться только по Иваногородской дороге, на которой между Тёсовым и Новгородом стояло село Поляны. Если допустить существование Тесовских разработок в более раннее время, то возможно использование этого транзита строительных материалов для строительства храма. Ещё одной особенностью храма была изначальная двуглавость, не свойственная храмовой традиции Новгорода. Историки связывают это с тем, что строительство храма велось под наблюдением архиепископа Пимена, который был выходцем из Кирилло-Белозерского монастыря, для архитектурного комплекса которого характерны именно двуглавые храмы.
В 1602 году церковь и село упоминаются в записках, фиксирующих проезд датского принца Ганса со свитой, жениха Ксении Годуновой. Отмечается, что тогда село вместе со всем приходом «принадлежало патриарху». Следующее упоминание церкви относится к 1613 году в связи с её освящением после вероятного разорения села в период Смутного времени. В 1646 году село числилось за новгородским митрополитом Аффонием.
В начале XVIII века церковь с запада и юга была обстроена папертью. При храме также имелась настенная звонница. К 1718 году её заменили деревянной колокольней, сгоревшей при пожаре 1827 года. Это происшествие стало поводом для масштабной перестройки храма. Церковь дополнили тремя новыми главами, растесали старые и пробили новые оконные проёмы, оштукатурили фасады, срубив весь древний декор. В 1830-е годах также были сооружены тёплый храм в подцерковье и кирпичная паперть с колокольней. Трёхъярусная колокольня значительно исказила древний облик храма, заслонив его главный вид. Вновь устроенное пятиглавие лишило храм его древней двуглавой примечательности.
Церковь закрыта в 1939 году. Во время Великой Отечественной войны, в период с 1942 по 1945 год храм вновь действовал. После войны здание находилось в разрушенном состоянии.
В 2021 году стало известно, что Гатчинская епархия готовится к восстановлению храма в Каменных Полянах.